# Scopocira atypica
Scopocira atypica är en spindelart som beskrevs av Cândido Firmino de Mello-Leitão 1922. 
Scopocira atypica ingår i släktet Scopocira och familjen hoppspindlar. Inga underarter finns listade i Catalogue of Life.